# Нижневолжский бассейновый округ
Нижневолжский бассейновый округ — один из 21 бассейнового округа России (согласно ст.28 Водного Кодекса).
Появился в 2006 году с целью выделения особой области использования и охраны водных объектов бассейна Волги и связанных с ним подземных водных объектов.
Подразделы Нижневолжского бассейнового округа выделяются цифровым кодом 11.
Подразделяется на:
- 11.01 — Волга от верховий Куйбышевского вдхр. до впадения в Каспий
  - 11.01.01 — Волга от верховий Куйбышевского водохранилища до впадения в Каспийское море[2]
    - 11.01.00.001 — Волжский участок Куйбышевского в-ща от г. Казань до пгт. Камское устье
    - 11.01.00.002 — Шешма от истока до устья
    - 11.01.00.003 — Камский участок Куйбышевского в-ща от устья р. Кама до пгт. Камское устье без р. Шешма и Волга
    - 11.01.00.004 — Большой Черемшан от истока до устья
    - 11.01.00.005 — Куйбышевское в-ще от пгт. Камское устье до Куйбышевского г/у без р. Бол. Черемшан
    - 11.01.00.006 — Сок от истока до устья
    - 11.01.00.007 — Кутулук от истока до Кутулукского г/у
    - 11.01.00.008 — Бол. Кинель от истока до устья без р. Кутулук от истока до Кутулукского г/у
    - 11.01.00.009 — Самара от истока до Сорочинского г/у
    - 11.01.00.010 — Самара от Сорочинского г/у до в/п с. Елшанка
    - 11.01.00.011 — Самара от в/п с. Елшанка до г. Самара (выше города) без р. Бол. Кинель
    - 11.01.00.012 — Чапаевка от истока до устья
    - 11.01.00.013 — Сызранка от истока до г. Сызрань (выше города)
    - 11.01.00.014 — Мал. Иргиз от истока до устья
    - 11.01.00.015 — Волга от Куйбышевского г/у до Саратовского г/у (Саратовское в-ще) без рр. Сок, Чапаевка, Мал. Иргиз, Самара и Сызранка
    - 11.01.00.016 — Бол. Иргиз от истока до Сулакского г/у
    - 11.01.00.017 — Бол. Иргиз от Сулакского г/у до устья
    - 11.01.00.018 — Бол. Караман от истока до устья
    - 11.01.00.019 — Терешка от истока до устья
    - 11.01.00.020 — Еруслан от истока до устья
    - 11.01.00.021 — Торгун от истока до устья
    - 11.01.00.022 — Волга от Саратовского г/у до Волгоградского г/у (Волгоградское в-ще) без рр. Бол. Иргиз, Бол. Караман, Терешка, Еруслан, Торгун
    - 11.01.00.023 — Волга от Волгоградского г/у до в/п Светлый Яр
    - 11.01.00.024 — Волга от в/п Светлый Яр до в/п Верхнее Лебяжье
    - 11.01.00.025 — Волга (дельта) от в/п Верхнее Лебяжье до устья
    - 11.01.00.026 — Оз. Эльтон и впадающие в него реки
    - 11.01.00.027 — Реки бессточных областей левобережья Волги без бассейна оз. Эльтон